# 天竜川

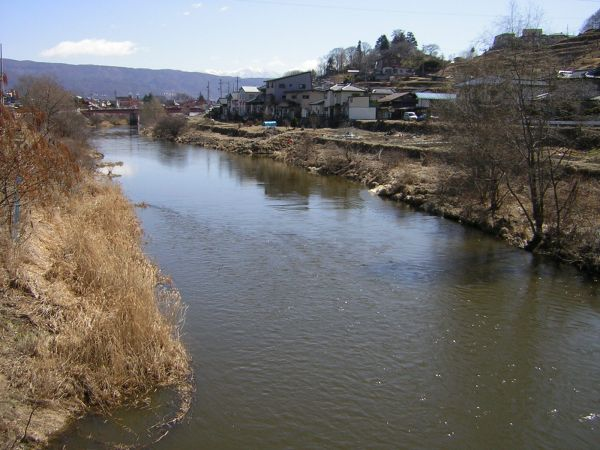
諏訪湖より流れ出た天竜川（長野県岡谷市）

天竜川（てんりゅうがわ、天龍川）は、長野県から愛知県、静岡県を経て太平洋へ注ぐ天竜川水系の本流で、一級河川のひとつ。幹川流路延長は213km（日本全国9位）、流域面積は5,090km2（日本全国12位）。

## 名称
歴史書『続日本紀』が遠江国の「麁玉河」が霊亀元年（715年）に水害を起こしたことを記す。同書の別の箇所には「荒玉河」ともあり、どちらも「あらたまがわ」であろう。平安時代には「広瀬川」、鎌倉時代には「天の中川」、その後は「天竜川」と呼ばれるようになった。「天竜」はもともと、天から降った雨が諏訪湖へ流れ出て天竜川の流れとなることから、「あめのながれ」と読まれたが、のちに音読みとなったという説がある。
「竜」の字が使われたのについては2つの説がある。
- 天竜川の水の流れが速く、竜が天に昇っていくかのように見える。
- 天竜川の流れ出る諏訪湖の近くにある諏訪大社に祭られている竜神から取った。

## 地理
天竜川の源流は長野県と山梨県にまたがる八ヶ岳連峰にあり、その最高峰の赤岳が源となっている。諏訪盆地の諏訪湖に集まった水は、西岸の釜口水門（長野県岡谷市）から「天竜川」として流出する。一般的には、「天竜川」としての水源は諏訪湖とされている。国土交通省による幹線流路延長は213キロメートル、流域面積は5,090平方キロメートル。
水門をでると、赤石山脈（南アルプス）と木曽山脈（中央アルプス）のあいだを流れ南へ向かう。この谷あいは伊那谷と呼ばれる。その後は一部愛知県をかすめ、静岡県へ抜ける。浜松市天竜区二俣町鹿島で平野部に出、三方原台地（浜松市）と磐田原台地（磐田市）の間の低地を流れ、遠州灘に注ぐ。
上流部の伊那谷は、幅約30キロメートル、南北約70キロメートルの盆地で、天竜川はその中央を北から南に流れる。開けた地形であるが、河川勾配は100分の1から250分の1で、かなりきつい。東の赤石山脈と天竜川の間には、1600から1800メートル級の山が連なる伊那山地があり、これと赤石山脈の間を中央構造線が通っている。その険しい谷を南あるいは北に流れた支流が、伊那山地の切れ目から西に出て天竜川に合する。西の木曽山脈からは急勾配を下る短い川がいく本も流れこむ。
中流部の山地帯は直線で約65キロメートルであるが、谷間を曲がりくねっていくため、流路の長さは約100キロメートルにもなる。深い峡谷が続く地形で、多くのダムが造られている。河川勾配は上流部とあまり変わらない。
平地に出てから海までは約25キロメートル、そのうち扇状地が南北約23キロメートルである。河口付近の河川勾配は960分の1である。

### 流域の自治体
長野県
岡谷市、上伊那郡辰野町、箕輪町、南箕輪村、伊那市、上伊那郡宮田村、駒ヶ根市、上伊那郡飯島町、中川村、下伊那郡松川町、高森町、豊丘村、喬木村、飯田市、下伊那郡下條村、泰阜村、阿南町、天龍村
愛知県
北設楽郡豊根村、東栄町
静岡県
浜松市（天竜区・浜名区・中央区）、磐田市

## 歴史

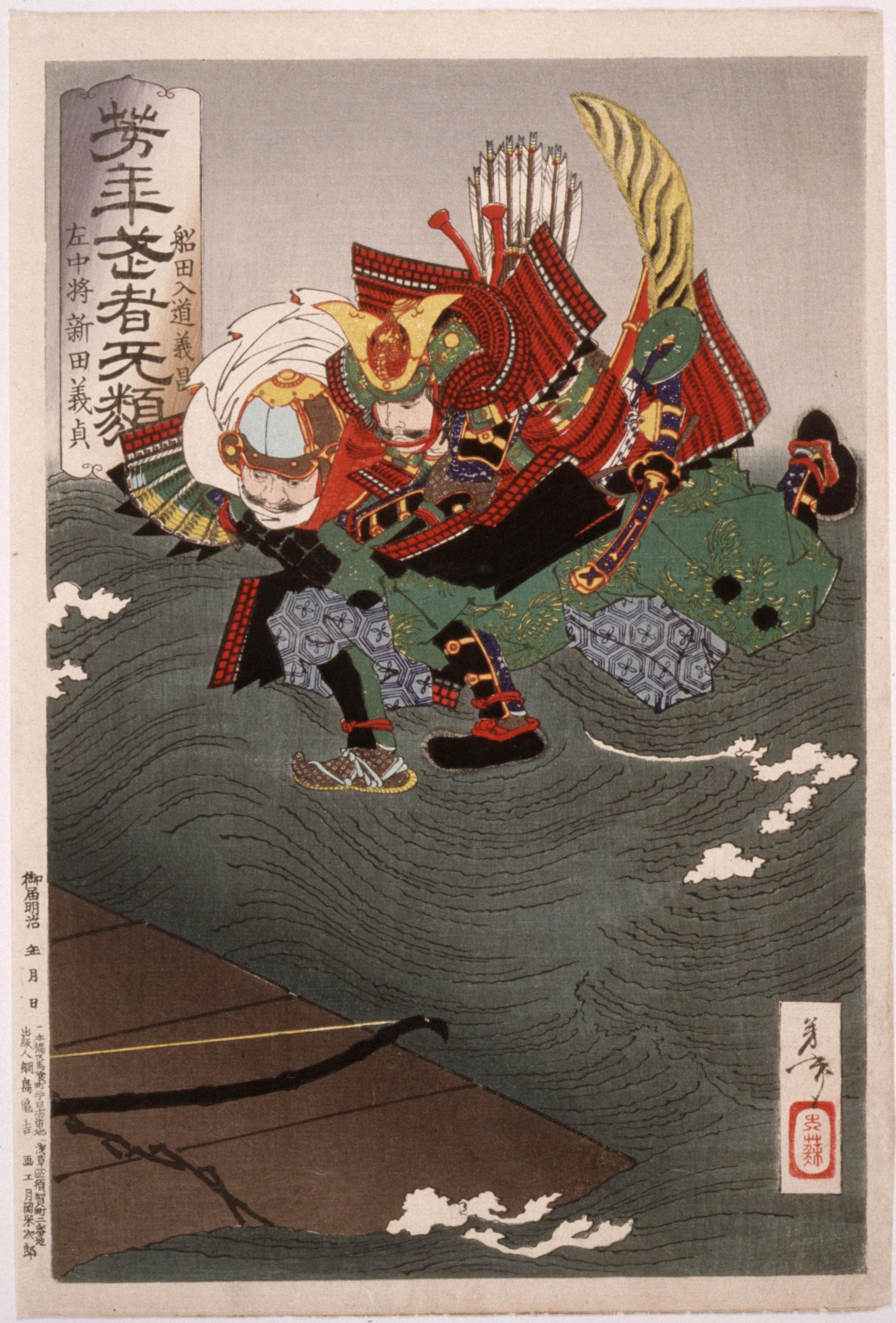
天竜川の浮き橋の綱が切れ、とっさに宙を跳んで対岸に渡る新田義貞と船田義昌。月岡芳年画

慶長11年（1607年）、角倉了以が東大寺大仏殿改築に用いる木材の運搬のため、天竜川を浚渫し、信濃国平出（長野県辰野町）から遠江国掛塚（静岡県磐田市）まで通船させて以来、江戸の建築用木材が流域の山林で伐採され、天竜川を使った木材流送（筏流し）により届けられた。
1950年代に入ると天竜川でも電源開発が進み、ダムの建設が進んだことから、1956年前後には木材の輸送は筏流しから陸送に転換された。
また、1923年（大正12年）より市田 - 天竜峡間で天竜川下りが始められている。

## 天竜川の治水開発

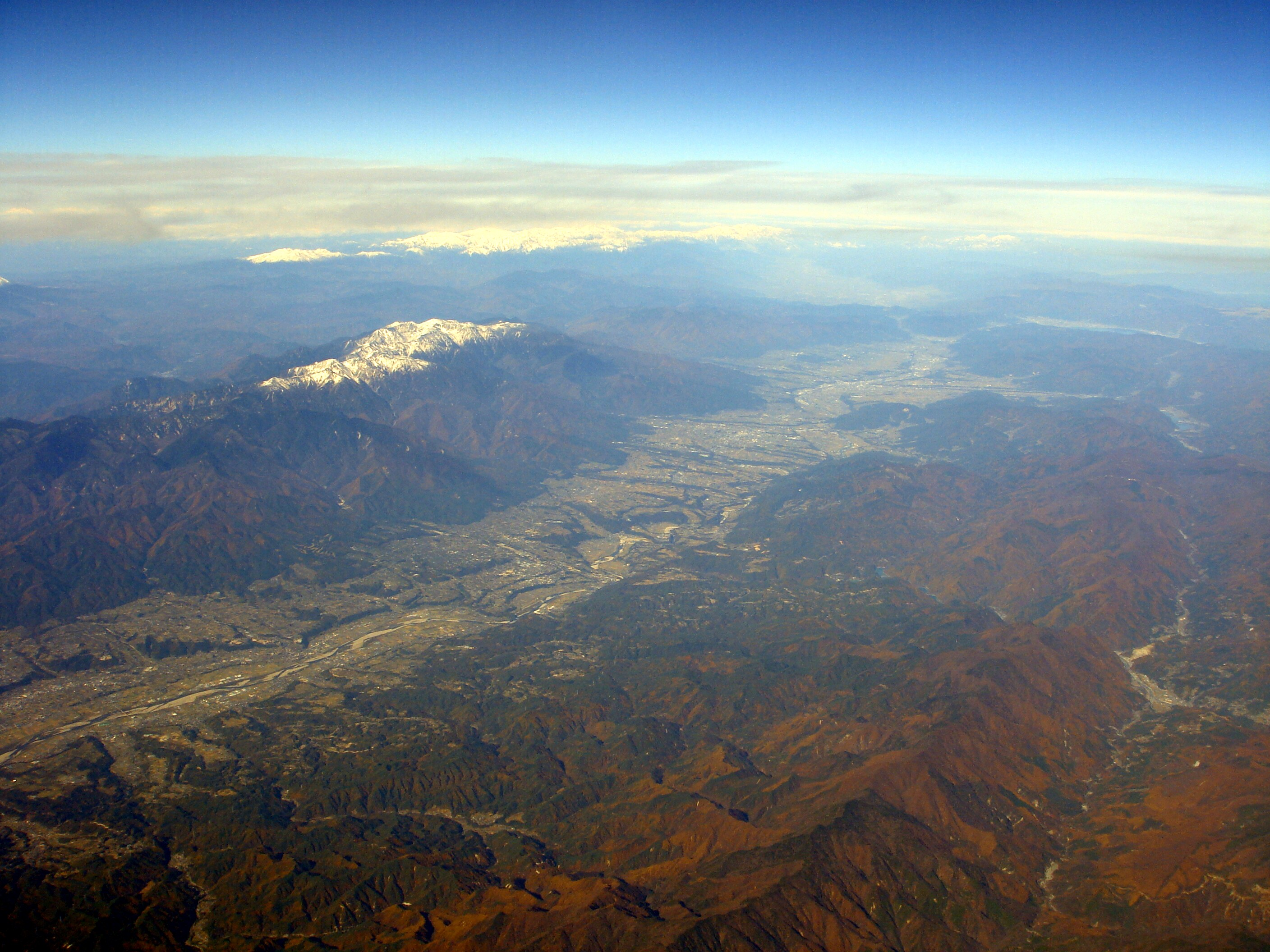
伊那谷と天竜川上流域

赤石山脈・木曽山脈という日本の屋根に挟まれながら流れる天竜川水系は、その急峻な地形ゆえに古来より水害に悩まされた。度々溢れる土砂まじりの濁流から、「暴れ天竜川」の異名をとった。特に伊那谷の出口に当たる天竜峡付近は川幅が急激に狭隘となることから、伊那谷は特に洪水の被害が顕著であった。天竜川最大の洪水は1715年の「未（ひつじ）満水」と呼ばれる洪水で、伊那谷はあたかも湖水のようなありさまであったと記録に残されている。これに対し、流域の住民は様々な方法で水害に対処していた。

### 上流（信濃国）
上流部の信濃においては江戸時代中期の1746年、飯田藩主・堀親長は重臣の黒須楠右衛門を普請奉行、中村惣兵衛を作事奉行として現在の下伊那郡高森町の天竜川に堤防を建設。さらに「天竜井」という用水路を開削し灌漑を図ろうとした。この「惣兵衛川除」は1752年に完成し、飯田藩内の水害を軽減した。上流の上伊那郡片桐（現在の中川村片桐）では1772年より「理兵衛堤防」の建設が始まった。これはこの地の名主である松村理兵衛忠欣が天竜川の治水を目的に護岸工事を始めたものである。この事業はやがて高遠藩の事業に昇格、忠欣の跡を継いだ子の常邑、孫の忠良の代にも継続され、松村家3代に亘るこの事業は1808年の完成まで実に58年間、57万6千人の人員を費やし近世天竜川最大の河川工事となった。

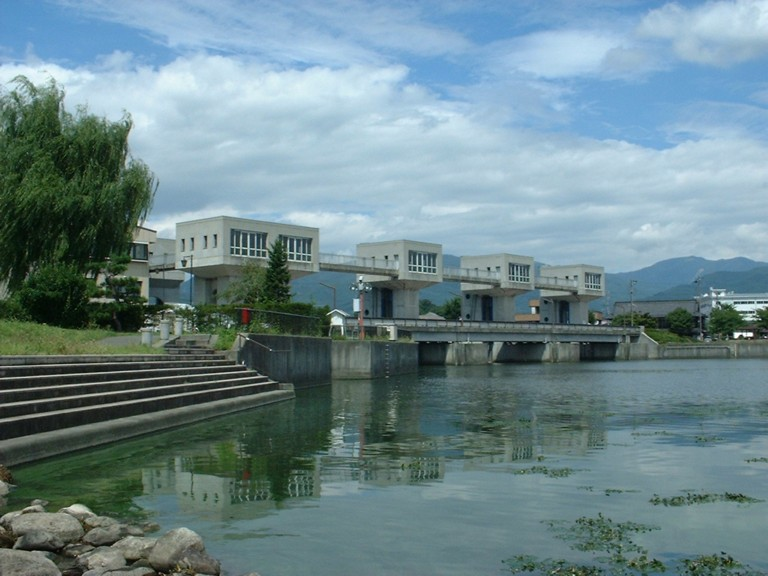
釜口水門

1832年には美濃高須藩の飛び地である座光寺（現飯田市座光寺）に「石川除」が建設された。利水においては「天竜井」の他1832年に伊東伝兵衛武敬によって天竜川流域一帯に農業用水を供給するため、天竜川各所に固定堰を建設、取水した。これらは「伝兵衛井筋」と呼ばれ、流域の新田開発に大いに役立ったのである。明治時代に入り、天竜川の治水は1885年（明治17年）に従来の囲堤を連結堤防に修築することから始まった。1927年（昭和2年）には引堤や川幅の拡幅は行われたが水害の根本的解決には至らなかった。この後、諏訪湖の洪水調節を図り諏訪盆地を水害から守るため釜口水門が天竜川の流出部に1937年（昭和12年）に建設された。

### 下流（遠江国）

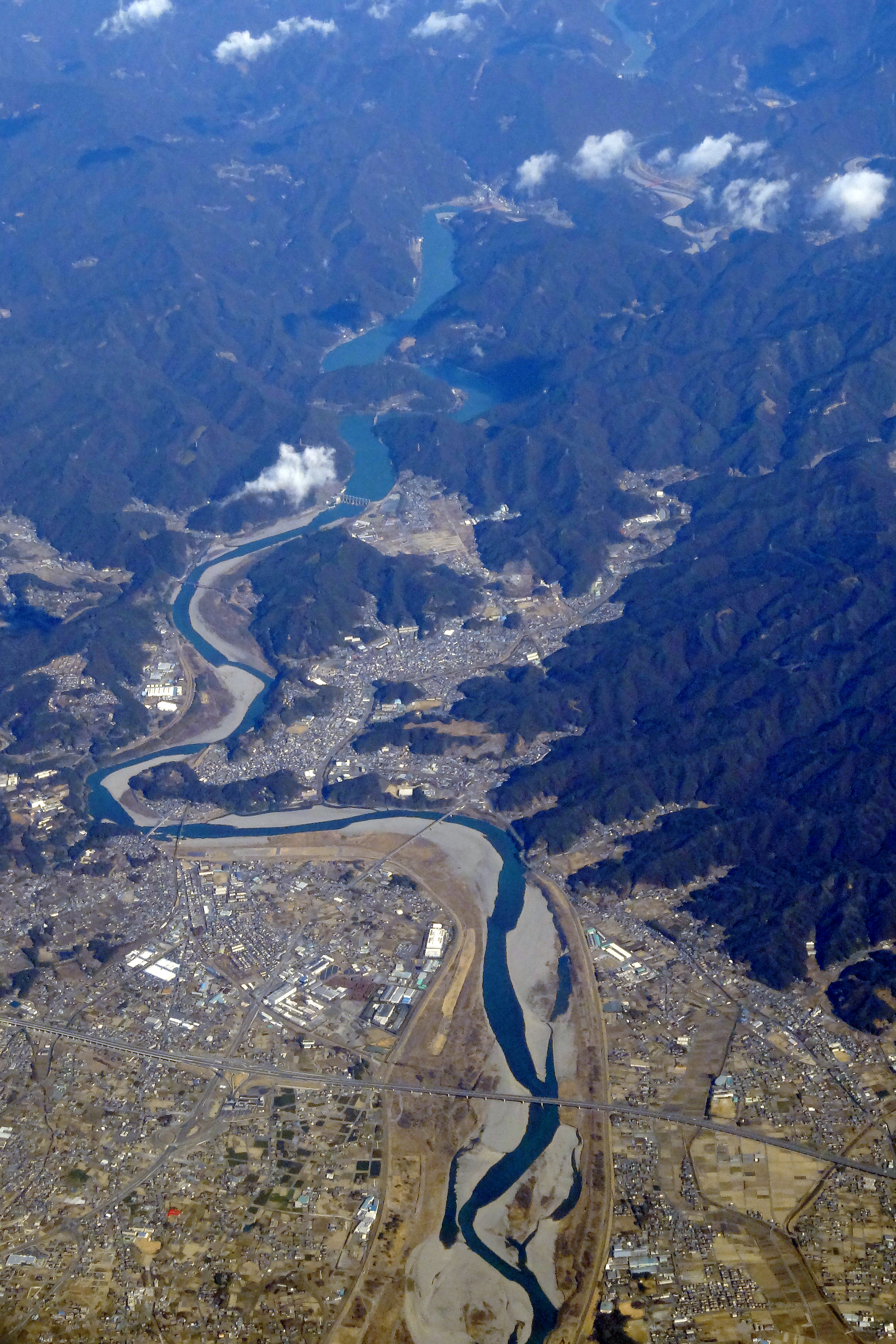
山岳と平野部の境界、秋葉ダム、船明ダム、天竜二俣駅

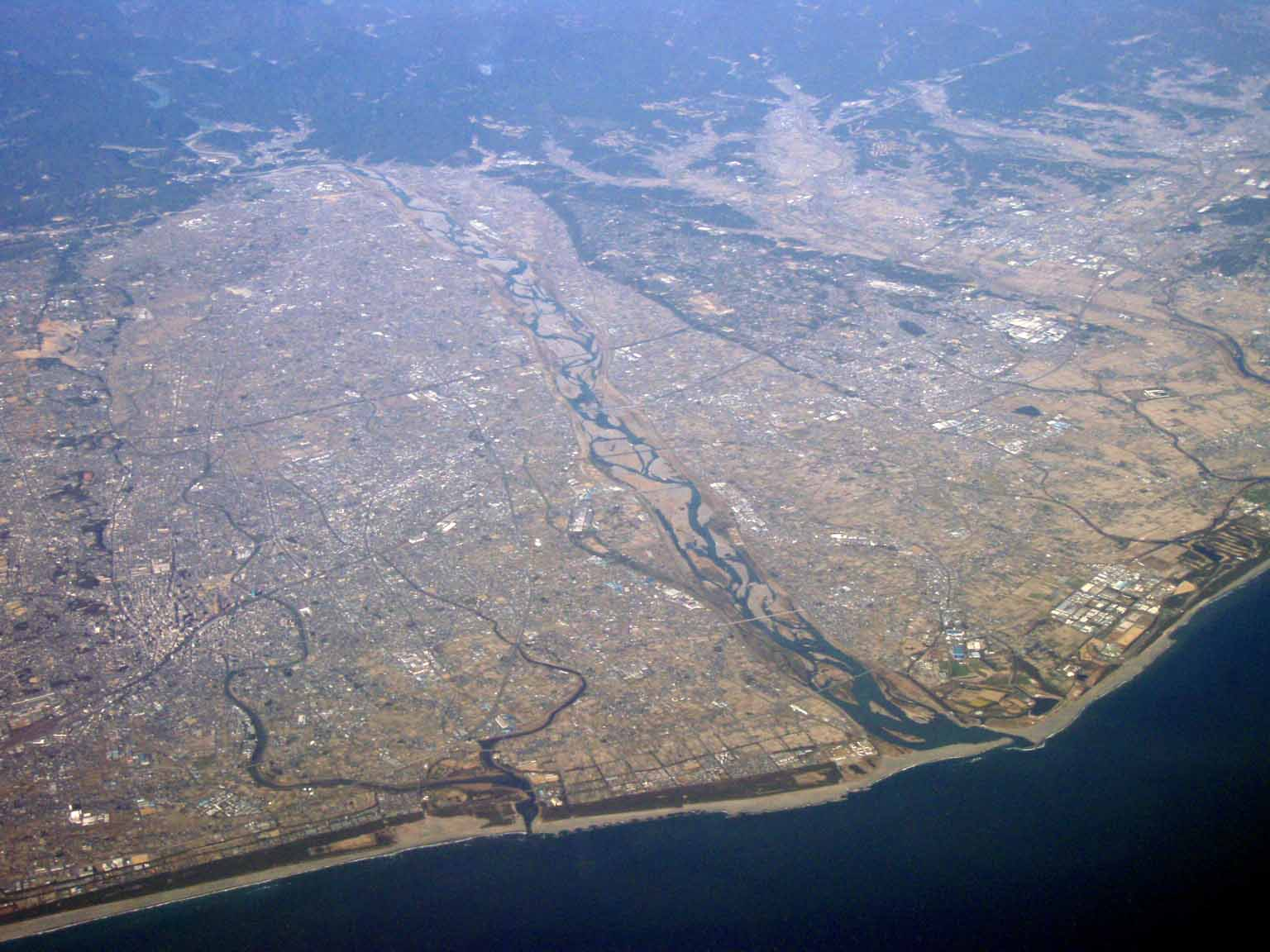
上空からの天竜川下流域

下流域では天竜川を麁玉河（あらたまがわ）ないし荒玉河と呼んでいた。『続日本紀』において霊亀元年(715年)5月20日に「遠江国地震。山崩れて麁玉河を塞ぎ水これがために流れず、数十日を経て敷地、長下、石田三郡の民家百七十余区を壊没する」と記載されている。さらに、761年（天平宝字5年）7月19日条には「遠江国荒玉河の堤決すること三百余丈、単功三十万三千七百余人を役し、糧を充てて修築せしむ。」とあり、761年以前から堤が造成されていたことを示している。平安時代の『日本文徳天皇実録』仁寿3年（853年）条では、「広瀬河」と称されている。度重なる洪水で河道が変化していた事が推測できる。麁玉川は浜松平野の西側（三方原台地側）を流れていた。そして鎌倉時代の頃には東側（磐田原台地側）に本流が移ったと推測されている。西側の河道も残っていて、1572年頃の河道の様子が甲陽軍鑑に記録されている。それには麁玉川ではなく「小天竜」と記載されている。ちなみに、小天竜の河道の名残は現在、馬込川となっている。
元亀・天正年間の1573年、当時浜松城主であった徳川家康が遠江を領有していたが、天竜川流域を境にして激しく争っていた武田信玄・武田勝頼から本拠地である浜松城や三河を防衛するため、また新田開発を実施して収穫高を増やして国力を高める目的で天竜川の整備を始めた。第一次小天竜（現・馬込川）の締め切り。及び右岸堤防、寺谷用水取入口に伴う左岸堤防構築を計画。1588年（天正16年）には「伊奈流」治水事業で名高い伊奈忠次に治水事業を命じる。1590年（天正18年）に家康が豊臣秀吉の命で関東に転封された後も天竜川の治水事業は後任の浜松城主・堀尾吉晴に引き継がれ、翌1591年に一応の治水事業は終了した。
江戸時代における下流域の治水事業では彦助堤の築造が代表的である。一応1573年家康により西側の河道（小天竜）が締め切られたが、天竜川の流れに対して耐えられる工事内容ではなかった。従って、それ以後も大雨の度に小天竜の河道に水が乱入して洪水被害が発生していた。1656年に彦助堤は、小天竜の完全な締め切りを目的に築造された。松野彦助は新原村（現浜名区）の庄屋で大地主であった。しかし、1674年の大洪水で彦助堤は崩壊してしまった。翌年1675年に復旧した。そして1745年に彦助堤が切れた時に発生する被害予測を「天竜川通水工附帳」として、浜松藩および幕府にさしだした。（その後、藩・幕府の対応記録は無い。）
同時期、天竜川の支流である二俣川でも大規模な治水事業が計画された。二俣川は地形の関係で、大雨の時には通常より約10m近く天竜川の水位が上昇する地点で合流している為、被害は甚大であった。そこで、当時の二俣村名主袴田甚右衛門により河道の附替工事を行った。この工事には代官所の許可が費用の問題等でなかなか得られず、完成したのは1798年で20年以上の歳月を要した。
下って明治時代に入り、下流域の治水事業は明治初期に金原明善（株式会社丸運・創業者）により始まった。金原明善は、天竜川が原因による浜松市（当時は浜松県）の洪水災害を防ぎ、安定した市民生活および、産業発展を願い私財を投じて治水事業を開始した。主に堤防の整備を行ったが、山間部における植林作業を行い雨水が直接川に流入する事を防ぎ効果をあげ、浜松市の天竜区における林業発展のきっかけにもなった。それから、近代治水事業が本格的に始まり、明治後期に豊岡村（現磐田市）の流路を整備し、昭和初期には浜北市（現浜松市浜名区）上島地区の流路（大平川）の締め切りを行い、1944年（昭和19年）に天竜川東派川を締め切り、流路修正を行った。（東派は掛塚地区で水運に利用されていたために締め切り計画は当初は住民の理解を得られず一時中止となっていた。）そして、1958年（昭和33年）には西派川の締め切りを終了し、河道の一本化が完了した。

### 天竜川電源開発事業

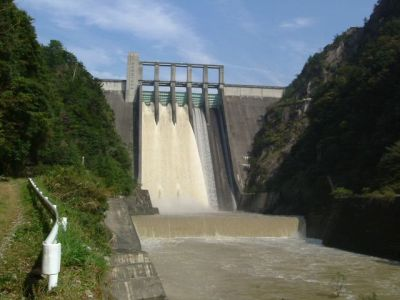
佐久間ダム

一方、水量が豊富で急峻な地形の天竜川は水力発電の適地であって、福澤桃介率いる天竜川電力（後に矢作水力となり、日本発送電に吸収）による水力発電計画が進められた。1935年（昭和10年）、天竜川本流に泰阜ダム（やすおかダム）が建設され、本格的なダム式発電所の建設が始まった。その後1936年（昭和11年）に支流の岩倉川に岩倉ダムが、天竜川にも平岡ダムの建設が開始された。しかし、戦争の激化に伴い治水事業も利水事業も中止となった。
戦後、連合国軍最高司令官総司令部（GHQ）によって過度経済力集中排除法の指定をうけた日本発送電は1951年（昭和26年）に分割・民営化。これに伴って長野県内の天竜川水系は中部電力によって発電用水利権と水力発電施設が承継された。中部電力は戦争で工事が中断した平岡ダムを会社発足の年に完成させている。一方静岡県内は1952年（昭和27年）の電源開発促進法施行によって発足した特殊法人・電源開発株式会社によって大規模に進められた。1956年（昭和31年）に天竜川中流部に約3年の工程で建設された佐久間ダムは、高さ155メートルと当時世界で10番目に高いダムとなった。佐久間発電所から発電される電力は天竜川の包蔵水力の3分の1を賄い、天竜川における水力発電の中核施設となった。
この後1958年（昭和33年）には秋葉ダム（天竜川）、1969年（昭和44年）には水窪ダム（水窪川）が建設される等電源開発は進められるが、1972年（昭和47年）の新豊根ダム（大入川。国土交通省中部地方整備局）完成に伴う新豊根発電所は、佐久間ダムとの間で揚水発電を行うことによって最大出力112万5,000キロワットの発電を行う中部有数の水力発電所となった。1976年（昭和51年）の船明ダム建設で水力発電施設の建設は一段落付いたが、天竜川は日本有数の水力発電地帯となった。

### 天竜東三河特定地域総合開発計画

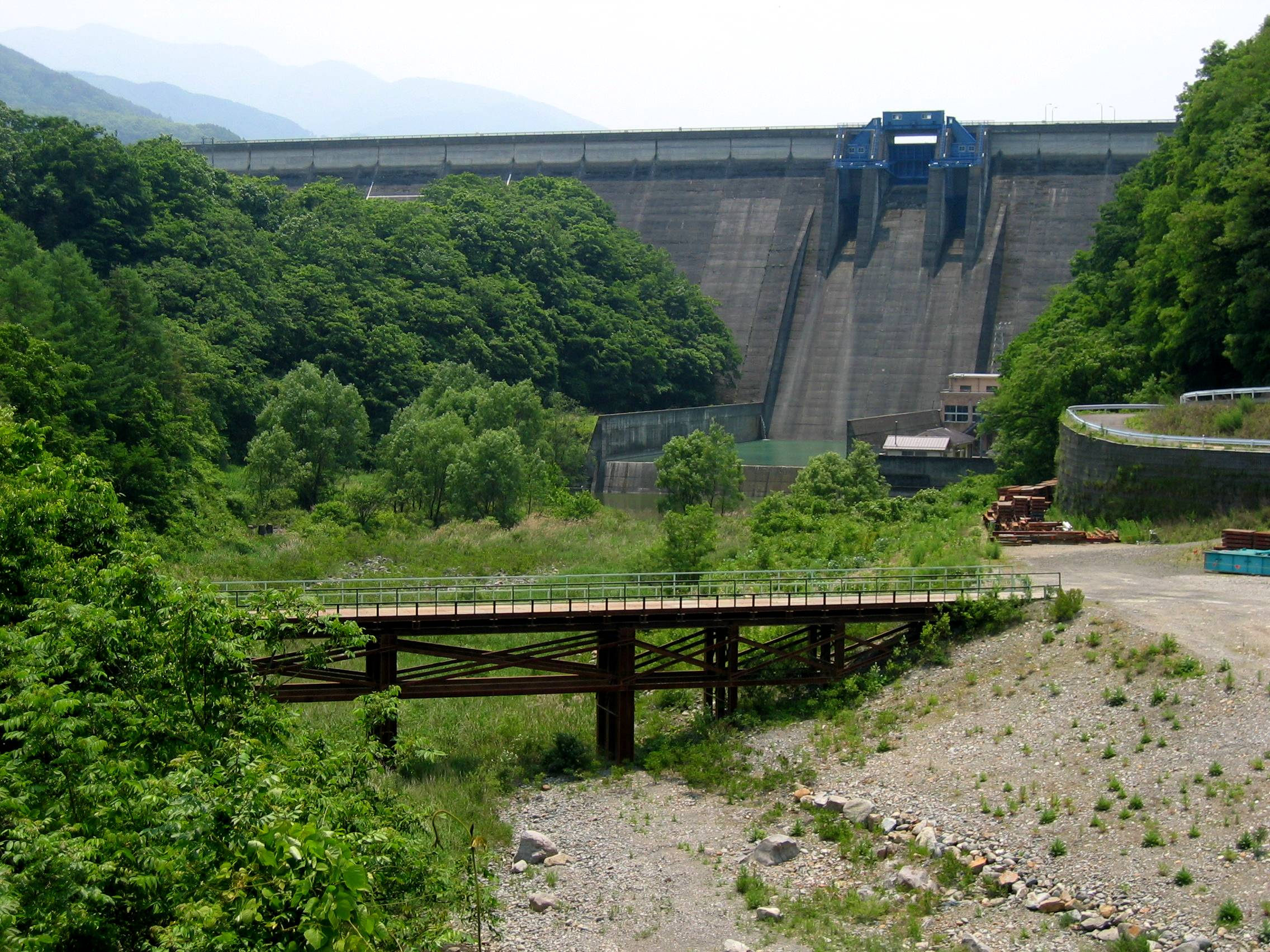
第一次三峰川総合開発で建設された美和ダム（三峰川）

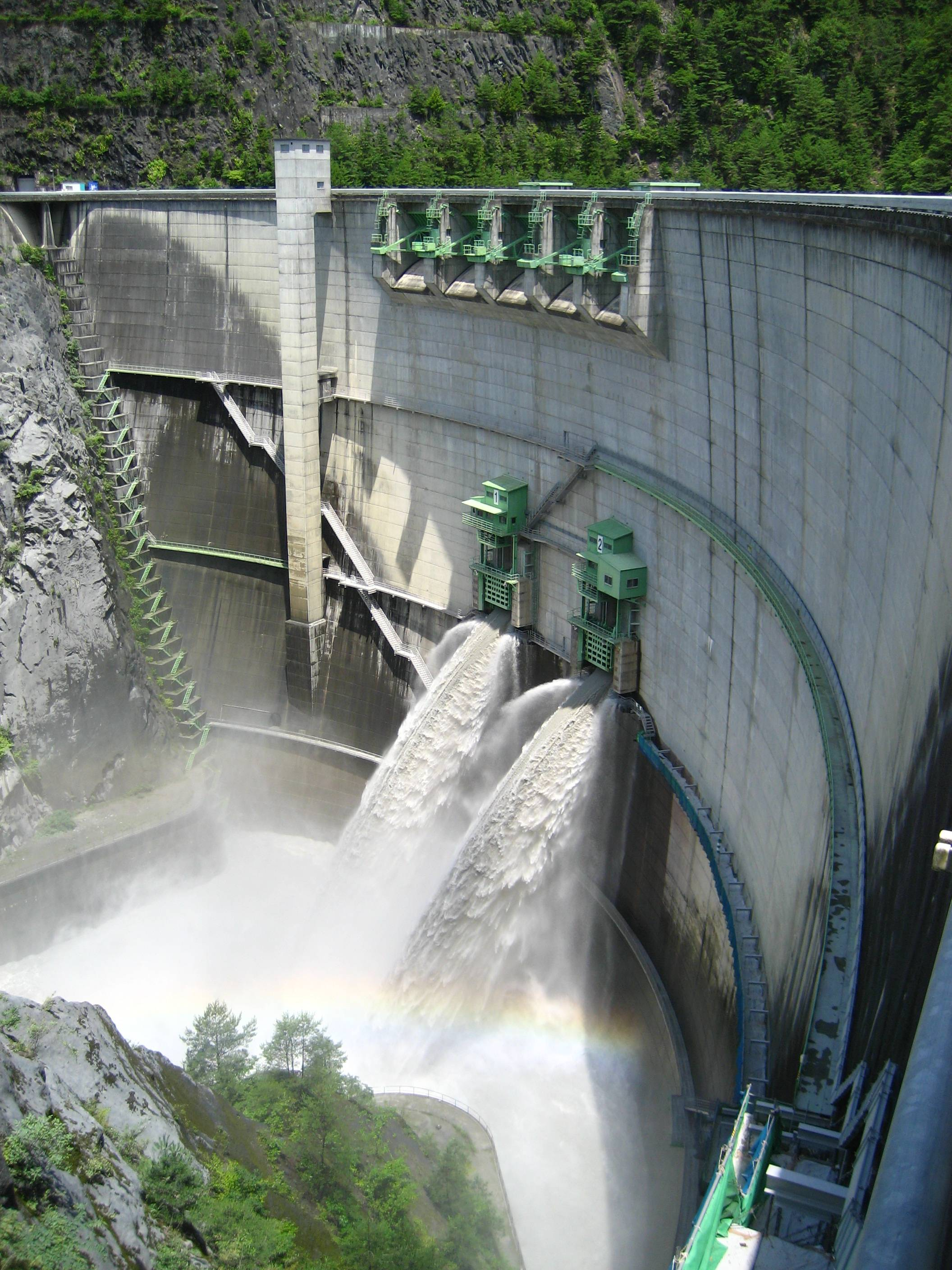
三六水害を機に建設された小渋ダム（小渋川）

天竜川は電源開発だけではなく、治水やかんがい整備といった河川総合開発事業も行われた。契機となったのは1950年（昭和25年）の国土総合開発法である。戦後疲弊した経済を回復させるため第3次吉田内閣が閣議決定し国会で可決成立したもので、全国22地域を対象に河川開発や工業地域開発、かんがい整備事業が行われた。天竜川水系もこの法律の対象地域に指定され、天竜東三河特定地域総合開発計画としてまとめられた。まず開発の対象になったのが三峰川（みぶがわ）で、第一次三峰川総合開発事業が手掛けられ1959年（昭和34年）建設省によって美和ダムが、長野県によって高遠ダムが建設されて三峰川の洪水調節と沿岸河岸段丘上の農地にかんがいを行った。
ところが1961年（昭和36年）6月の「昭和36年梅雨前線豪雨」、通称「三六災害」は伊那谷に壊滅的な被害をもたらした。この時も天竜峡狭隘部で水が堰き止められ、飯田盆地は一面湖水のようになっている。各地で土石流や崖崩れ、家屋流失が起こり死者130人、負傷者1,555人、被害総額1,200億円というものであった。この災害では小渋川からの洪水被害が特に甚大であった。
このような水害から流域住民を守るためには根本的に治水計画が必要となり、建設省（現・国土交通省中部地方整備局）は天竜川水系を1970年（昭和45年）に一級水系に指定し小渋川総合開発事業に着手。天竜川水系に多目的ダムを建設し治水・利水を図ろうとした。1969年に小渋ダム（小渋川）を建設し美和ダムと共に天竜川ダム統合管理事務所によって総合的に運用した。天竜川下流部の治水においては、1944年（昭和19年）掛塚側の東派川を締め切り、そして1950年（昭和25年）に天竜川西派川を締め切り天竜川の河道を一本化。更に大入川に新豊根ダムを建設した。長野県も補助多目的ダムを天竜川支流に建設する計画を進め、松川ダム・片桐ダム・横川ダム・箕輪ダムが建設された。
利水に関しては、東海地方の水需要の増加に伴い豊川用水の建設が水資源開発公団（現・独立行政法人水資源機構）によって進められた。この中で水源を佐久間ダムに求めることとなり、佐久間湖から大入川頭首工を経て豊川水系に送水され、宇連ダム・大野頭首工（宇連川）を経て豊川用水を通じ知多半島と共に水の便が悪かった渥美半島および豊橋市を中心とした東三河地域へ水を供給している。ここにおいて佐久間ダムは発電のみならず、浜松市等の静岡県遠州地域・愛知県東三河地域の水がめとしても重要な役割を持つようになった。
このように治水・利水に関しても開発は進むが、1982年（昭和57年）の水害で天竜川はまたも大きな被害を受けた。このため建設省は第2次三峰川総合開発事業を計画し、美和ダム上流部に戸草ダムの建設を計画。佐久間ダムに関しても2003年（平成15年）の天竜川ダム再編事業計画で洪水調節機能を付加した多目的ダムとして再開発し、下流の治水を図ろうとしている。釜口水門についても、治水機能を強化するために1988年（昭和63年）に全面改築され、旧水門の3倍の洪水調節能力を有するようになった。

### 「脱ダム宣言」とその影響
しかし、1990年代以降の公共事業見直し論議の波は天竜川にも及び、当時長野県知事であった田中康夫は「脱ダム宣言」を発表、長野県内で計画中の全てのダム建設を中止した。天竜川水系でも下諏訪ダムを始め郷士沢ダム・駒沢ダム・蓼科ダムが建設中止となった。この宣言に対しては「環境保護」・「利権行政脱却」の観点で評価する声が多い一方、具体的な代替案を示さず建設中止を強行したことで流域住民の安全が担保されていないという批判もある。
2006年（平成18年）7月、天竜川上流域を活発な梅雨前線による集中豪雨が襲った。岡谷市では土石流が発生し死者を出す惨事となり、天竜川も堤防が決壊するなど甚大な被害を受けた。この豪雨は気象庁によって「平成18年7月豪雨」と命名された。田中は直ちに現地に赴き陣頭指揮を執り、陸上自衛隊に災害派遣要請を迅速に実施するなど行政責任者として迅速な対策を講じた。被害地域は「宣言」で中止したダムこそなかったが、宣言以降の治水整備の遅滞に対する批判が反対派のみならずかつて田中を支持していた層からも噴出。2006年の長野県知事で落選した。後任の村井仁は「宣言」の見直しと各河川に合致した河川整備の早急な実施を掲げている。

### 堆砂との格闘

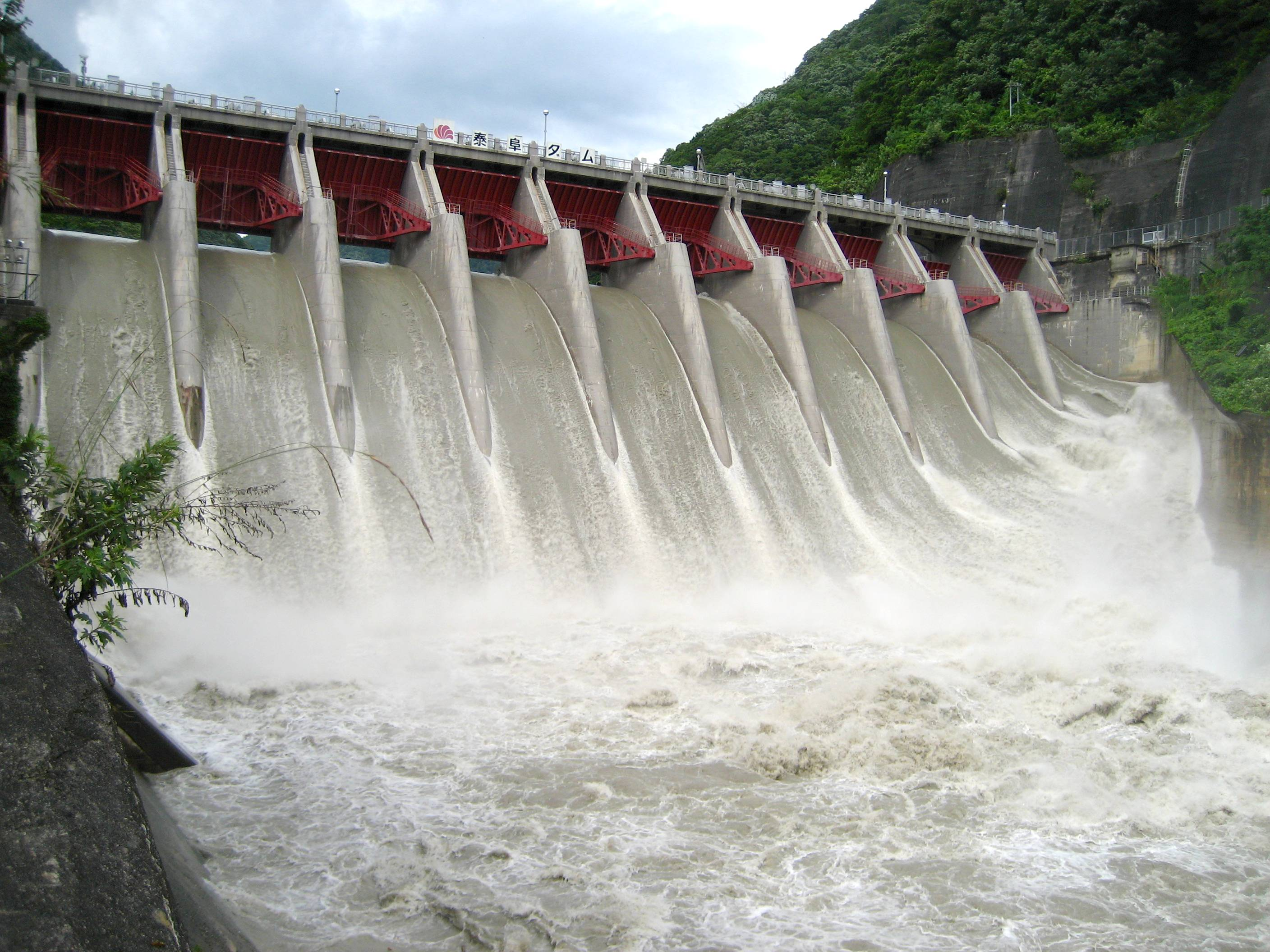
堆砂率84パーセントの泰阜ダム。上流の小渋川より流入する土砂が原因とされる。

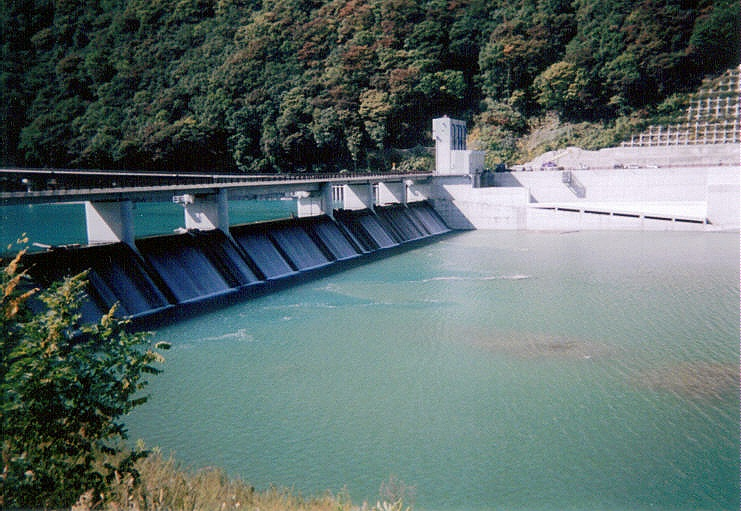
美和ダムの恒久堆砂対策で建設された三峰堰。

こうして天竜川水系には治水・利水・発電を目的に多数のダムが建設された。ところが、これに伴う新たな問題がもたらされた。堆砂と海岸侵食である。天竜川は静岡糸魚川構造線及び中央構造線付近を流れている。このため、古来より流域の山腹は崩落が激しく、大量の土砂が天竜川を経て遠州灘に運ばれてきた。そうして形成されたのが中田島砂丘であり、ウミガメ産卵の場所になっている。ところが天竜川流域に多数のダムが建設されるに及んで、ダムの堆砂と砂丘の後退とが新たな問題となった。特に泰阜ダムでは許容堆砂容量の約84パーセントが既に砂で埋まり、小渋ダムや美和ダムでも堆砂による影響が現れはじめた。屈指の人造湖である佐久間湖を持つ佐久間ダムにおいてさえ、200年間無策のまま放置すれば佐久間湖が完全に土砂で埋まると予測され、堆砂対策が喫緊の課題となっていた。土砂流入防止のための砂防事業や海岸整備事業は行われていたものの、根本的解決法である堆砂の除去と流砂促進については有効な対策を打てずにいた。
1990年代にさしかかると、土木技術の進展を背景に本格的な対策が取られ始めた。1989年（平成元年）の第二次三峰川総合開発事業において美和ダムの恒久堆砂対策が行われた。それは、貯砂ダムと分流堰をダム湖上流に建設し、排砂トンネルを通して流砂促進を図るというものであり、2001年（平成13年）に完成した。それでも2002年（平成14年）11月17日付けの朝日新聞報道によれば、堆砂率上位を占めていたのは天竜川水系のダムであった。2004年（平成16年）からは、天竜川最大規模の佐久間ダムにおいても国土交通省中部地方整備局による「佐久間ダム再開発事業」が進められている。これは、洪水調節機能付加に加えて流砂促進のためのバイパス施設を整備して天竜川下流部へ堆砂を流し、中田島砂丘の復元を図ることを目的としたものである。

## 天竜川水系の河川施設
天竜川水系においては、泰阜ダムを皮切りに水力発電事業が進められた。治水・利水に関しては三峰川総合開発事業・小渋川総合開発事業・大入川総合開発事業等に基づき国土交通省中部地方整備局や長野県によって、多数の多目的ダムが建設された。また、豊川用水の水源としても天竜川は重要で、浜松市・豊橋市等の水がめになっている。これら治水・利水・発電の何れにおいても重要になるのが佐久間ダムであり、天竜川総合開発の扇の要となっている。

### 主な河川施設
| 一次 支川名 （本川） | 二次 支川名 | 三次 支川名 | ダム名     | 堤高 (m) | 総貯水 容量 (千m3) | 型式         | 事業者                  | 備考     |
| -------------------- | ----------- | ----------- | ---------- | -------- | ------------------ | ------------ | ----------------------- | -------- |
| 天竜川               | （諏訪湖）  | －          | 釜口水門   | －       | 62,987             | 水門         | 長野県                  |          |
| 天竜川               | －          | －          | 大久保ダム | －       | －                 | 重力式       | 中部電力                | 小堰堤   |
| 天竜川               | －          | －          | 南向ダム   | －       | －                 | 重力式       | 中部電力                | 小堰堤   |
| 天竜川               | －          | －          | 泰阜ダム   | 50.0     | 10,761             | 重力式       | 中部電力                |          |
| 天竜川               | －          | －          | 平岡ダム   | 62.5     | 42,435             | 重力式       | 中部電力                |          |
| 天竜川               | －          | －          | 佐久間ダム | 155.5    | 326,848            | 重力式       | 電源開発 （国土交通省） | 再開発中 |
| 天竜川               | －          | －          | 秋葉ダム   | 89.0     | 34,703             | 重力式       | 電源開発                |          |
| 天竜川               | －          | －          | 船明ダム   | 24.5     | 10,900             | 重力式       | 電源開発                |          |
| 横川川               | －          | －          | 横川ダム   | 41.0     | 1,860              | 重力式       | 長野県                  |          |
| 沢川                 | －          | －          | 箕輪ダム   | 72.0     | 8,300              | 重力式       | 長野県                  |          |
| 三峰川               | －          | －          | 戸草ダム   | 140.0    | 61,000             | 重力式       | 国土交通省              | 計画中   |
| 三峰川               | －          | －          | 三峰堰     | －       | －                 | 固定堰       | 国土交通省              |          |
| 三峰川               | －          | －          | 美和ダム   | 69.1     | 34,751             | 重力式       | 国土交通省              |          |
| 三峰川               | －          | －          | 高遠ダム   | 30.9     | 2,310              | 重力式       | 長野県                  |          |
| 小渋川               | －          | －          | 小渋ダム   | 105.0    | 58,000             | アーチ式     | 国土交通省              | 再開発中 |
| 小渋川               | －          | －          | 生田ダム   | －       | －                 | 重力式       | 中部電力                | 小堰堤   |
| 片桐松川             | －          | －          | 片桐ダム   | 59.2     | 1,840              | 重力式       | 長野県                  |          |
| 松川                 | －          | －          | 松川ダム   | 84.3     | 7,850              | 重力式       | 長野県                  | 再開発中 |
| 和知野川             | 売木川      | 岩倉川      | 岩倉ダム   | 25.0     | 435                | 重力式       | 中部電力                |          |
| 大千瀬川             | 大入川      | －          | 新豊根ダム | 116.5    | 53,500             | アーチ式     | 国土交通省 電源開発     |          |
| 水窪川               | 戸中川      | －          | 水窪ダム   | 105.0    | 30,000             | ロックフィル | 電源開発                |          |
| 気田川               | －          | －          | 気田ダム   | －       | －                 | 重力式       | 中部電力                | 小堰堤   |

- 黄色欄は建設中・再開発中もしくは計画中のダム（2006年現在）。

## 橋
源流（諏訪湖）側から
- 釜口橋
- 天竜橋（長野県道16号岡谷茅野線、岡谷市）
- 駅南天竜橋
- 岡谷高架橋（長野自動車道）
- 第一天竜川橋梁（JR東日本、中央本線）
- 橋原橋
- 捷径橋
- 第二天竜川人道橋
- 第二天竜川橋梁（JR東日本、中央本線）
- 竜上橋
- 観蛍橋（長野県道14号下諏訪辰野線）
- 西天竜堰管理橋
- 天白橋（岡谷市）
- 山の尾橋
- わらべ橋
- 松尾橋
- 第二天竜川橋梁（中央本線辰野支線）
- 清水橋
- 大橋（長野県道14号下諏訪辰野線）
- 昭和橋
- 城前橋
- 新樋橋
- 相合橋（長野県道203号与地辰野線）
- 天竜川橋（中央自動車道）
- 東西橋
- 伊那路橋（長野県道206号南小河内伊那松島停車場線）
- 十沢橋
- 明神橋
- 箕輪橋（長野県道207号美篶箕輪線）
- 町田橋
- 新箕輪橋
- 天龍橋（国道153号伊那バイパス、伊那市）
- 明神橋（伊那市）
- 新水神橋
- 水神橋（伊那市）
- 二条橋
- 大橋（国道361号）
- 中央橋
- 桜橋
- 毛見橋
- 平成大橋
- 春近大橋（長野県道209号沢渡高遠線）
- 殿島橋（長野県道209号沢渡高遠線 歩行者・自転車専用道路、2006年7月豪雨により崩壊）
- 北の城橋（吊橋）
- 大久保橋（長野県道213号栗林宮田停車場線）
- 駒見大橋
- 天竜大橋（長野県道49号駒ヶ根長谷線）
- 小鍛冶大橋
- 吉瀬橋
- 吉瀬田切大橋（長野県道18号伊那生田飯田線）
- 天王橋
- 日曽利橋（長野県道200号飯島停車場日曽利線）
- 飯沼橋
- 坂戸橋（長野県道217号大草坂戸線、長野県が管理する道路橋で国指定重要文化財）
- 牧ヶ原橋
- 天の中川橋（長野県道218号北林飯島線）
- 天龍橋（長野県道18号伊那生田飯田線、松川町）
- 宮ヶ瀬橋（長野県道18号伊那生田飯田線）
- 台城橋
- 万年橋（長野県道226号市ノ沢山吹停車場線）
- 明神橋（長野県道228号市田停車場線、高森町、豊丘村）

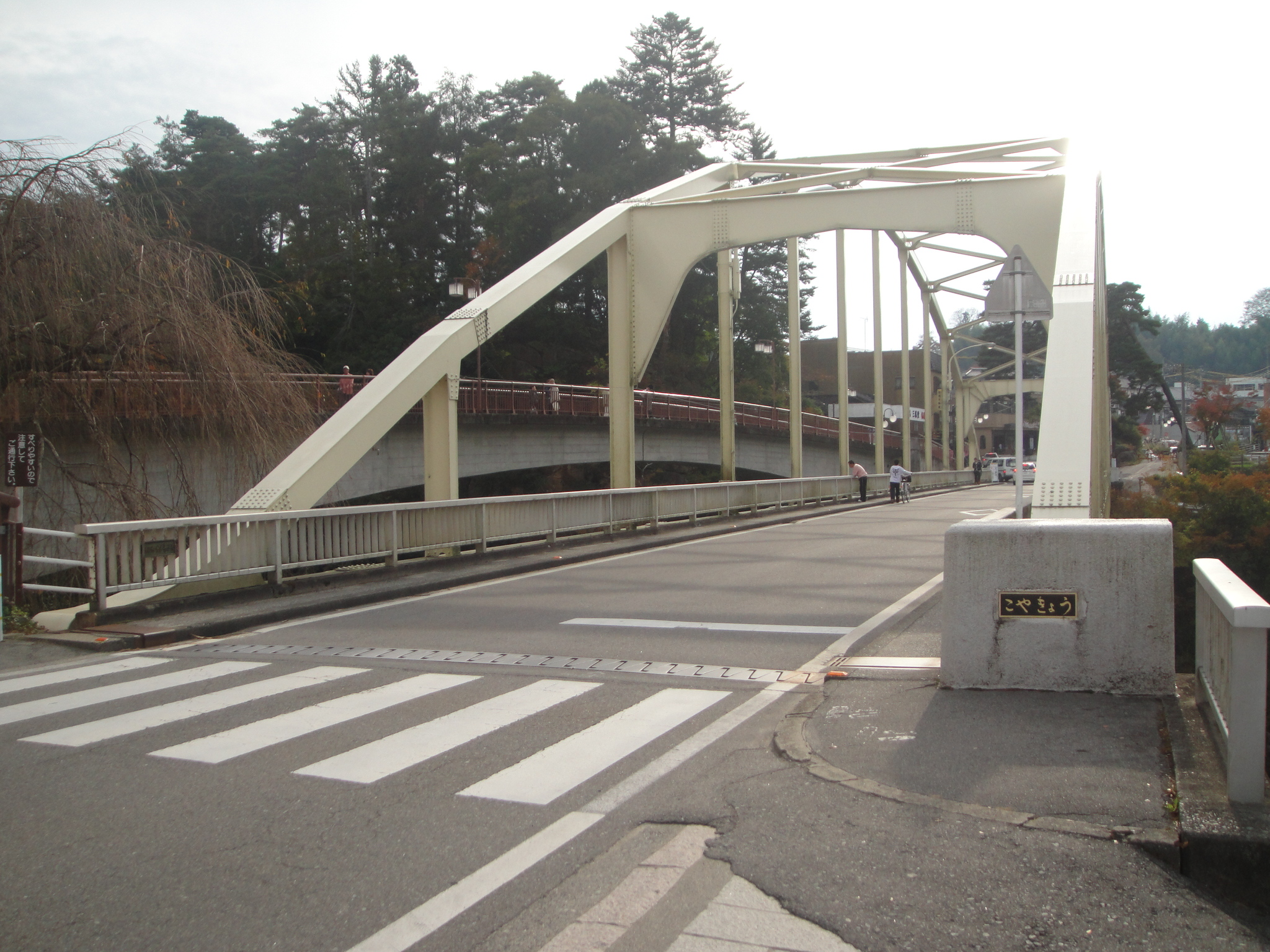
姑射橋

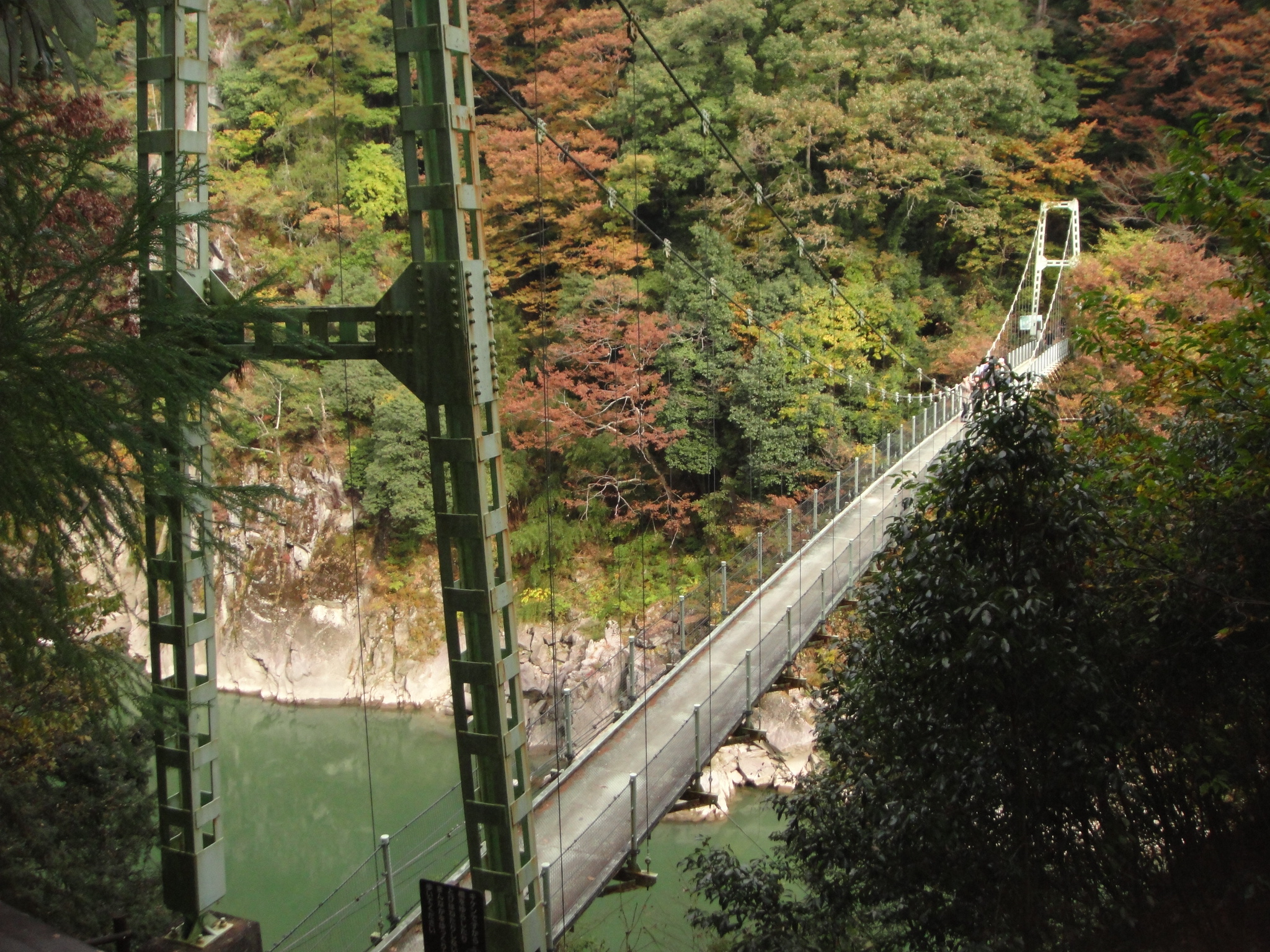
つつじ橋

- 阿島橋（長野県道251号上飯田線、飯田市）
- 弁天橋（長野県道18号伊那生田飯田線）
- 水神橋（国道256号、飯田市）
- 南原橋（長野県道247号米川駄科停車場線）
- 天龍橋（長野県道237号米川飯田線、飯田市）
- 姑射橋（長野県道492号天竜峡停車場下平線）
- つつじ橋（歩道、吊橋）
- 天竜川橋梁（JR東海飯田線、飯田市）
- 天龍峡大橋（国道474号三遠南信自動車道飯喬道路、飯田市）
- 長瀞橋（長野県道64号天竜公園阿智線）
- 櫓橋（長野県道83号下条米川飯田線）
- 竜田橋
- 南宮大橋（長野県道・愛知県道・静岡県道1号飯田富山佐久間線）
- 天竜橋（長野県道430号為栗和合線、天龍村）
- 羽衣崎橋（長野県道・愛知県道・静岡県道1号飯田富山佐久間線）
- 平岡ダム
- 平岡橋
- 天竜川橋（国道418号、天龍村）
- 水神橋（天龍村）
- 平神橋
- 鷹巣橋
- 佐久間ダム（長野県道・愛知県道・静岡県道1号飯田富山佐久間線）
- 飛龍橋
- 原田橋（国道473号）
- 中部橋
- 中部大橋（静岡県道291号中部天竜停車場線）
- 天竜川橋梁（JR東海飯田線、浜松市天竜区）
- 戸口橋（広域基幹林道 佐久間線）
- 大輪橋（国道152号、国道473号）
- 瀬尻橋（国道152号、国道473号）
- 峰之澤橋（歩道）
- 秋葉ダム
- 龍山橋（歩道）
- 龍山大橋（静岡県道285号大輪天竜線、静岡県道286号鮎釣東雲名春野線）
- 雲名橋（静岡県道285号大輪天竜線）
- 秋葉橋（吊橋）
- 横山橋（国道152号、国道473号）
- 夢のかけ橋（旧：国鉄佐久間線予定線 現：歩行者・自転車専用道路）
- 伊砂橋（静岡県道360号渡ヶ島横山線）
- 船明橋（船明ダム）（静岡県道360号渡ヶ島横山線）
- 塩見渡橋（静岡県道297号両島二俣線）
- 鹿島橋（国道152号、国道362号）
- 天竜川橋梁（天竜浜名湖鉄道天竜浜名湖線）
- 飛龍大橋（国道152号）
- 新天竜川橋（新東名高速道路、浜松市浜名区、磐田市）
- 浜北大橋（静岡県道61号浜北袋井線）
- かささぎ大橋（静岡県道374号浜松袋井線）
- 天竜川橋（東名高速道路、浜松市中央区、磐田市）
- 新天竜川橋（国道1号、浜松市中央区、磐田市）
- 天竜川橋（静岡県道261号磐田細江線、浜松市中央区、磐田市）
- 天竜川橋梁（JR東海東海道本線）
- 天竜川橋梁（JR東海東海道新幹線）
- 掛塚橋（国道150号、静岡県道316号舞阪竜洋線）
- 遠州大橋（国道150号、掛塚バイパス）
- 海に至る（遠州灘へ）